# Podlesie (gmina Tuczępy)
Podlesie – wieś w Polsce, położona w województwie świętokrzyskim, w powiecie buskim, w gminie Tuczępy.
W latach 1975–1998 miejscowość należała administracyjnie do województwa kieleckiego.

## Integralne części wsi
| SIMC    | Nazwa    | Rodzaj                          |
| ------- | -------- | ------------------------------- |
| 0275429 | Jadwisin | kolonia                         |
| 0275435 | Jama     | kolonia                         |
| 0275458 | Poręba   | część wsi (zniesiona w 2023 r.) |
| 0275464 | Sachalin | kolonia                         |

## Dawne części wsi – obiekty fizjograficzne
W latach 70. XX wieku przyporządkowano i opracowano spis lokalnych części integralnych dla Podlesia:
| Nazwa wsi – miasta | Nazwy części wsi – miasta                   | Nazwy obiektów fizjograficznych – charakter obiektu                                                        |
| ------------------ | ------------------------------------------- | --- |
| I. Gromada TUCZĘPY |                                             | |
| 1. Podlesie        | 1. Jama 2. Kolonia Wierzbic- ka 3. Sachalin | 1. Jama — pole 2. Kolonia Wierzbicka — pole 3. Sachalin — pole 4. Stachówka — pole 5. Wierzbicki Las — las |

## Literatura
1. Kaczmarek Leon (red. nauk. zeszytu), Taszycki Witold (red. nauk. wyd.): Urzędowe Nazwy miejscowości i obiektów fizjograficznych. 33. Powiat staszowski województwo kieleckie. Komisja ustalania nazw miejscowości i obiektów fizjograficznych (do użytku służbowego). Z: 33. Warszawa: Urząd Rady Ministrów. Biuro do Spraw Prezydiów Rad Narodowych, 1970. Brak numerów stron w książce